# Österreichische Fußball-Frauenmeisterschaft 1983/84
Die österreichische Fußball-Frauenmeisterschaft 1983/84 war die zwölfte Meisterschaft im österreichischen Frauenfußball nach der 35-jährigen Pause zwischen 1938 und 1972. Sie bestand aus der 15. Auflage einer höchsten Spielklasse (Frauen-Bundesliga) und wurde vom Österreichischen Fußballbund veranstaltet. Die fünfte Auflage einer zweithöchsten Spielklasse (Damenliga Ost) wurde jedoch vom Wiener Fußball-Verband veranstaltet.

## Erste Leistungsstufe – Frauen-Bundesliga

### Modus
Jeder spielte gegen jeden zweimal in insgesamt 16 Runden. Ein Sieg wurde mit zwei Punkten belohnt, ein Unentschieden mit einem Zähler.

### Saisonverlauf
Die Liga setzte sich gegenüber dem Vorjahr, in dem zehn Teams teilnahmen, aus neun Vereinen zusammen. Bis auf ASV 13 waren alle Vereine der letzten Saison auch heuer vertreten. Meister wurde die Mannschaft vom SV Aspern, der damit seinen ersten Titel gewann.

### Abschlusstabelle
Die Meisterschaft endete mit folgendem Ergebnis:
| Pl.                                                | Verein                   | Sp. | S  | U | N  | Tore    | Diff. | Punkte |
| -------------------------------------------------- | ------------------------ | --- | -- | - | -- | ------- | ----- | ------ |
| 1.                                                 | SV Aspern B1             | 16  | 11 | 3 | 2  | 032:140 | +18   | 25     |
| 2.                                                 | USC Landhaus (M)         | 16  | 10 | 3 | 3  | 061:210 | +40   | 23     |
| 3.                                                 | DFC Ostbahn XI (C)       | 16  | 9  | 5 | 2  | 033:130 | +20   | 23     |
| 4.                                                 | LUV Graz                 | 16  | 8  | 2 | 6  | 039:220 | +17   | 18     |
| 5.                                                 | 1. DFC Leoben            | 16  | 8  | 1 | 7  | 040:270 | +13   | 17     |
| 6.                                                 | Union Kleinmünchen       | 16  | 6  | 3 | 7  | 029:270 | +2    | 15     |
| 7.                                                 | KSV Wiener Berufsschulen | 16  | 5  | 3 | 8  | 025:360 | −11   | 13     |
| 8.                                                 | DFC Alland-Brunn         | 16  | 3  | 2 | 11 | 017:360 | −19   | 08     |
| 9.                                                 | Tyrolia Halbturn B2      | 16  | 0  | 2 | 14 | 009:890 | −80   | 02     |
| Stand: Endstand. Quelle: RSSSF, Union Kleinmünchen |                          |     |    |   |    |         |       |        |

| (M) | Österreichischer Fußball-Frauenmeister 1982/83 |
| (C) | ÖFB-Ladies-Cup-Sieger 1982/83                  |
| (N) | Neuaufsteiger der Saison 1982/83               |

Aufsteiger
- Damenliga Ost (2. LSt.): keiner

## Zweite Leistungsstufe – Damenliga Ost

### Modus
Jeder spielte gegen jeden zweimal in insgesamt zehn Runden. Ein Sieg wurde mit zwei Punkten belohnt, ein Unentschieden mit einem Zähler.

### Saisonverlauf
Die Liga setzte sich wie im Vorjahr aus sechs Klubs zusammen. Allerdings spielte statt des 1. SC Sollenau der ASV Vösendorf mit. Meister wurde in dieser Saison die B-Mannschaft von der USC Landhaus, die jedoch nicht berechtigt ist in die höchste Spielklasse aufzusteigen, da dort bereits die A-Elf vertreten ist.

### Abschlusstabelle
Die Meisterschaft endete mit folgendem Ergebnis:
| Pl.              | Verein                      | Sp. | S  | U | N | Tore    | Diff. | Punkte |
| ---------------- | --------------------------- | --- | -- | - | - | ------- | ----- | ------ |
| 1.               | USC Landhaus II             | 10  | 10 | 0 | 0 | 031:400 | +27   | 20     |
| 2.               | SV Aspern II                | 10  | 7  | 0 | 3 | 024:140 | +10   | 14     |
| 3.               | KSV Wiener Berufsschulen II | 10  | 4  | 3 | 3 | 018:170 | +1    | 11     |
| 4.               | ASV Vösendorf (N)           | 10  | 3  | 1 | 6 | 020:130 | +7    | 07     |
| 5.               | DFC Ostbahn XI II           | 10  | 3  | 0 | 7 | 015:280 | −13   | 06     |
| 6.               | SC Wullersdorf              | 10  | 0  | 2 | 8 | 006:380 | −32   | 02     |
| Stand: Endstand. |                             |     |    |   |   |         |       |        |

| (A) | Absteiger der Saison 1982/83     |
| (N) | Neueinsteiger der Saison 1982/83 |

Aufsteiger
- Burgenland: keiner
- Niederösterreich: keiner
- Wien: keiner